# International Ice Hockey Federation
International Ice Hockey Federation (IIHF) er den øverste internationale organisation indenfor ishockeyverdenen og står bl.a. for at arrangere VM i ishockey og Junior-VM i ishockey. Organisationen blev stiftet i 1908 og havde i december 2010 i alt 69 medlemslande som medlemmer.
IIHF er således ishockeyens svar på fodboldens FIFA. På trods af IIHF's status som øverste internationale organ indenfor sporten, har IIHF ikke haft voldsomt stor indflydelse på sporten i Nordamerika og særligt overfor NHL har der historisk set været et vist modsætningsforhold.
Organisationen har sit hovedsæde i Zürich, Schweiz. Præsident for IIHF er siden 1994 René Fasel, Schweiz.